# Lambis cristinae
Lambis cristinae is een slakkensoort uit de familie van de Strombidae. De wetenschappelijke naam van de soort is voor het eerst geldig gepubliceerd in 1999 door Bozzetti.